# 梁赞州
梁赞州（羅馬化：Ryazanskaya oblast）是俄羅斯聯邦主體之一，屬中央聯邦管區。面積39,600平方公里，人口1,121,474（2018年）。首府梁贊，在俄羅斯首都莫斯科東南196公里。